# Jorge Socías
Jorge Luis Alberto Socías Tusset (10 de desembre de 1952) és un exfutbolista xilè.

## Selecció de Xile
Va formar part de l'equip xilè a la Copa del Món de 1974. Fou jugador de la Universidad de Chile.